# Мадона (певица)
Вижте пояснителната страница за други личности с името Мадона.
Мадона Луиз Чиконе (на английски: Madonna Louise Ciccone), по-известна само като Мадона (Madonna), е американска певица, автор на песни и актриса. Считана за „Кралицата на попа“, тя е призната за непрекъснатото си преоткриване и гъвкавост в музикалната продукция, писането на песни и визуалното представяне. Произведенията на Мадона, които включват социални, политически, сексуални и религиозни теми, предизвикват както противоречия, така и признание от критиката. Културна икона, обхващаща както 20-ти, така и 21-ви век, Залата на славата на рокендрола я нарича една от най-„добре документираните фигури на модерната епоха“ през 2008 г. За нея са създадени различни научни рецензии, литература и произведения на изкуството, както и академична мини поддисциплина, посветена на нея, наречена Изследвания на Мадона.
Мадона се премества в Ню Йорк през 1978 г., за да преследва кариера в танците. След като се изявява като барабанист, китарист и вокалист в рок групите Breakfast Club и Emmy, тя се издига до соло звезда с едноименния си дебютен студиен албум от 1983 г. Мадона го последва с поредица от успешни албуми, включително бестселърите за всички времена Like a Virgin (1984), True Blue (1986) и The Immaculate Collection (1990), одобрения от критиката Like a Prayer (1989), както и носителите на наградите Грами „Ray of Light“ (1998) и „Confessions on a Dance Floor“ (2005). Тя натрупва каталог от различни песни с високи класации, включително „Holiday“, „Like a Virgin“, „La Isla Bonita“, „Like a Prayer“, „Vogue“, „Take a Bow“, „Frozen“, „Music“, „Hung Up“ и „4 Minutes“.
Популярността на Мадона се увеличава с роли във филми като Desperately Seeking Susan (1985), Dick Tracy (1990), A League of Their Own (1992) и Evita (1996). Докато заради последният печели награда Златен глобус за най-добра актриса, много от другите й филми не са толкова добре приети. Като бизнесдама тя основава компанията Maverick през 1992 г., която включва Maverick Records, един от най-успешните лейбъли в историята, управлявани от артисти. Другите начинания на Мадона включват модни марки, писмени произведения, здравни клубове и създаване на филми. Тя допринася за различни благотворителни организации, като е основала фондация „Ray of Light“ през 1998 г. и „Raising Malawi“ през 2006 г. и се застъпва за равенството между половете и правата на ЛГБТ.
С продажби от над 300 милиона записа по целия свят, Мадона е най-продаваната изпълнителка от женски пол за всички времена. Тя е най-успешният солов изпълнител в историята на американската класация Billboard Hot 100 и е постигнала 44 номер едно сингъла между големите световни музикални пазари. Тя се превръща в първата жена, която натрупва приходи от концерти в размер на 1 милиард щатски долара, като шест от соловите й турнета като хедлайнер са спечелили над 100 милиона щатски долара всяко. Форбс я обявява за най-добре платената музикантка в света рекордните 11 пъти за четири отделни десетилетия (1980-те – 2010-те). Мадона е въведена в Залата на славата на рокендрола през 2008 г., първата й година на участие. Тя е класирана като най-великата жена в музиката от VH1 и като най-великият изпълнител на музикални видеоклипове някога от MTV и Билборд. Тя е включена и сред най-великите изпълнители и най-великите автори на песни на Ролинг Стоун за всички времена.
Мадона има значителен успех в над 100 страни. Продажбите на албумите ѝ надхвърлят рекорден брой от над 300 милиона копия, които са продадени, изключвайки сингли и макси-сингли (103 млн.).
Най-продаваният сингъл на Мадона е „Hung Up“ с продажби над 10 млн. копия.
Най-продаваният студиен албум на Мадона е „True Blue“ с продажби, достигнали 25 млн. копия в световен мащаб. Най-продаваният компилационен албум на Мадона е The Immaculate Collection, от който са продадени 30 млн. копия в световен мащаб и по този начин се превръща в най-продавания въобще албум на певицата през нейната кариера до момента.

## Биография

### Детство и първи професионални стъпки
Мадона е родена в Бей Сити и е третото от общо осем деца в семейството на Силвио П. Чиконе – Тони, който е син на италиански емигранти, и Мадона Луиз Фортин, която е с френско-канадски корени. По-късно певицата се отъждествява като „италиано-американка“, т.е. американски гражданин от италиански произход. Израства в католическа атмосфера.
Майка ѝ умира на 30-годишна възраст от рак на гърдата на 1 декември 1963 г., когато малката Мадона е на 5 години. Певицата често споменава влиянието, което оказва смъртта на майка ѝ върху кариерата ѝ и върху нея самата. След смъртта на съпругата си Чиконе наема детегледачка, за която по-късно се жени. Двамата имат две деца.
Бащата държи всичките му деца да ходят на уроци по музика. След като прекарва няколко месеца в изучаване на пианото, Мадона успява да убеди баща си да замени тези уроци с курсове по балет.
Мадона учи в гимназията Рочестър Адамс, където е пълна отличничка и членува в мажоретния състав. След като завършва, тя постъпва в Мичиганския университет, където получава стипендия заради постиженията си в танците.
Под въздействието на своя учител по танци (Кристофър Флин), Мадона изоставя следването и само след един семестър се премества в Ню Йорк, за да търси успех като танцьорка. Учи модерни танци при легендата Марта Греъм.
След като през 1979 участва като танцьорка в световното турне на френската диско звезда Патрик Ернандес, Мадона решава да изостави танците и се насочва към правенето на музика. Сформира няколко групи, сред които „Брекфъст Клъб“ (Breakfast Club) и „Еми“ (Emmy). Пише сама няколко песни, чрез които става известна в няколко местни нюйоркски клуба.

### 1980-те

#### Първият албум
През 1982 г. певицата подписва договор със Сайър Рекърдс (Sire Records). Първото демо, което записва, е песента „Ain't No Big Deal“ – написана от нейния чест сътрудник Стивън Брей, но продуцирането му бива отложено.
Първият хит на Мадона е „Everybody“, продуциран от Марк Каминс. Песента стига до номер 3 в класацията на Билборд за танцувални песни (Billboard Dance chart). „Everybody“ бива въртяна по много радио станции, насочени главно към почитателите на ритъм енд блус музиката. Това довело до всеобщото догатване, че Мадона е тъмнокожа. Снимка на Мадона не се появява на обложката на сингъла, тъй като звукозаписната компания не иска да загуби тъмнокожата публика (която се явявала главна по това време).
1983 г. бележи издаването на първия едноименен албум – „Madonna“. Първият сингъл към него е и първият ѝ сингъл в топ 20 на няколко страни. Други песни, които стават популярни от този албум, са „Borderline“ и „Lucky Star“. „Madonna“ е продуциран от Реджи Лукас (Reggie Lucas) и с помощта на Джон „Джелибийн“ Бенитес. С последния Мадона има романтична връзка. Въпреки че продажбите на записа първоначално се окачествяват като „скромни“, благодарение на въртенето на песните ѝ от единствения по това време музикален канал MTV, „Madonna“ достига до номер 8 в класацията на Билборд за албуми и става 5 пъти платинен.
MTV настойчиво изгражда образа на Мадона като „игрива и секси комбинация от пънк и поп“. Изрусената ѝ коса, с личащите се кестеняви корени, секси дантелените ръкавици, виждащото се бельо и коланът с надпис „Boy Toy“ (буквално „момчешка играчка“) стават запазена марка за поп културата по това време.

#### Like a Virgin
Албумът „Like a Virgin“, продуциран от Найл Роджърс (Nile Rodgers), излиза през 1984 г. Смесица е от соул, фънк, ясночуващи се ударни инструменти и бас китари. Същевременно е възприет от поп средите. Шест седмици след издаването му, оглавява американската класация. От албума са издадени общо четири сингъла.
Изпълнението на Мадона за първите годишни видео музикални награди на MTV (First Annual MTV Video Music Awards) през същата година се счита за началото на скандалните моменти в кариерата на 26-годишната тогава певица. Мадона излиза на сцената, за да изпее „Like a Virgin“, облечена с бюстие-сватбена рокля и колана с надписа Boy Toy. Пеейки, Мадона се въргаля на сцената, излагайки на показ дантелени чорапи и жартиери, прави и няколко движения, събуждащи неприлични асоциации. Подобно държание на сцена през 1980-те се счита за скандално. Кариерата на Мадона разцъфтява.
Промотирането на „Like a Virgin“ е първият път, когато Мадона експериментира с имиджа си – това експериментиране става запазена марка за кариерата ѝ. Докато в годините на „Madonna“-ерата, певицата прави по-танцувални песни, включващи синтезатори и ако външният ѝ вид е по-скоро „улично-хлапашки“, то в периода на „Like a Virgin“ имиджът ѝ е по-чувствен, наподобяващ сексуалния упадък на Лолита.
Мадона участва във филма „Vision Quest“ през 1985 г. като клубна певица. Там тя изпълнява песента „Crazy for You“, станала вторият ѝ номер едно хит и донесла ѝ поредната номинация за Грами. По-късно през тази година участва в успешния филм „Desperately Seeking Susan“.
В този период от кариерата на Мадона много тийнейджърки подражават ревностно на техния идол, като копират имиджа ѝ – къси поли, разкъсани тениски, дантелени сутиени, много черни гумени гривни и изрисувана бенка над горната устна.
Първото турне на певицата – „The Virgin Tour“ – се състои през същата 1985 година. Билетите за всеки концерт са разпродадени, като тези за първия от поредицата концерти, състоял се в Ню Йорк, са изкупени за 35 минути.
По това време се публикуват черно-бели снимки на Мадона в Пентхаус и в Плейбой. Снимките са правени в края на 1970-те.
1985 г. е отправна точка в кариерата и личния живот на Мадона. Албумът издаден през тази година е повече от успешен, а певицата се жени за Шон Пен на рождения си ден на открита церемония в Малибу, Калифорния.

#### True Blue
През 1986 г. Мадона издава третия си албум – „True Blue“. Записът е копродуциран от Патрик Леонард и дългогодишният ѝ приятел Стивън Брей. Включва хитовете „Open Your Heart“, „True Blue“, „Live to Tell“, „La Isla Bonita“ и „Papa Don't Preach“. „True Blue“ е описан от списанието „Rolling Stone“ като „албум за работническата класа“, докато други критици считат, че напомня за 1950-те.
Една от песните – „Papa Don't Preach“ предизвиква дебати, защото в нея се пее за бременно момиче, изповядващо се на баща си. Мадона „играе“ различни роли в клиповете си към „True Blue“ – в „Open Your Heart“ тя е стрийптизьорка, която се сприятелява с момченце; в „La Isla Bonita“ е испанка.
През 1986 г. Мадона и съпругът ѝ Шон Пен играят заедно във филма „Shanghai Surprise“, който бива остро критикуван от критиците. Съпрузите изграждат репутация на враждебност, най-вече заради изблиците на ярост на Пен към папараците. Самите папараци наричат двойката „Poison Penns“ (буквално „отровните Пен“).
Мадона участва във филма „Who's That Girl?“ през 1987 г. В САЩ той е пълен провал, но в останалата част на света е добре приет. Въпреки неуспеха на филма, от саундтрака към него са издадени три сингъла – „Who's That Girl?“, „Causing a Commotion“ и „The Look of Love“.
Певицата предприема световното си турне „Who's That Girl World Tour“, което дава начало на дългогодишното ѝ приятелство с танцьорките и беквокалистки Ники Харис и Дона ДеЛори. Турнето предизвиква първия сблъсък с Ватикана – папата подтиква феновете ѝ да не посещават нейни изяви в Италия. Почитателите ѝ обаче не обръщат внимание и турнето минава по план.
Мадона издава успешен албум с ремикси – „You Can Dance“ през същата година.
През 1989 се развежда с Шон Пен, заради малтретиране.

#### Like a Prayer
На 31-годишна възраст Мадона издава албума „Like a Prayer“, от който са издадени 5 сингъла – „Like a Prayer“, „Express Yourself“, „Cherish“, „Oh Father“ и „Keep It Together“. Сингълът Like A Prayer става един от най-големите ѝ хитове и достига до номер 1 в САЩ, Великобритания и цяла Европа. Express Yourself – също жъне подобен успех и се превръща в една от най-разпознаваемите ѝ и култови песни, достигайки до номер 2 в САЩ. Клипът към Express Yourself е най-скъпият правен дотогава.
Клипът към „Like a Prayer“ съдържа много католически символи, поради което е денонсиран от Ватикана заради „богохулната“ смесица от еротика, католически символизъм и намекната история за расизъм. В клипа Мадона танцува пред горящи кръстове, целува черен светец в църква и получава стигмата.
Мадона сключва договор с Пепси, като песента „Like a Prayer“ е включена към рекламен клип. Когато от компанията виждат клипа към песента, прекратяват излъчването на рекламата, развалят договора и спират всякакви възможности за бъдещо сътрудничество. Въпреки че заснемането на общо 3 рекламни клипа не се състои, Мадона запазва 5 млн. долара, без да се налага да изпълнява своята част от договора.
Мадона получава най-възторжените отзиви от критиците именно за „Like A Prayer“. Албумът дори е наречен от списание Ролинг Стоун „поп музика, която стои най-близо до изкуството“. Толкова добри отзиви Мадона получава 9 години по-късно за Ray Of Light.

### 1990-те

#### Dick Tracy
През 1990 Мадона играе ролята на Бретлес Махони във филма „Дик Трейси“, в който участва и Уорън Бийти. Критиците одобряват филма и отбелязват тенденцията ѝ да играе роли близки на самата актриса. От саундтрака, наречен „I'm Breathless: Music from and Inspired by the Film 'Dick Tracy'“ е издаден номер едно хитът „Vogue“. Клипът към песента е дело на Дейвид Финчър и е избран за един от най-добрите клипове на всички времена излъчван по MTV за началото на 1990-те.

#### The Immaculate Collection
В края на 1990 г. Мадона издава първия си албум с най-добрите си хитове – „The Immaculate Collection“. Посветен е на Папата – нейното „божествено вдъхновение“. Сборният албум включва 15 стари и 2 нови песни.
Въпреки успеха на „Justify My Love“ по радиата, разтърсващите клип със сексуални сцени и текст на песента са прекалено неприемлилви за медии като MTV и той не е допуснат до ефир. Вследствие на това звукозаписната компания на Мадона решава да издаде първия по рода си „видео сингъл“ съдържащ клипа. От него са продадени над 400 000 копия, а от сингъла – над милион.
През 1991 г. певицата участва в документалния филм „В легло с Мадона“ („In Bed with Madonna“) проследил турнето ѝ „The Blond Ambition Tour“. Заглавието на филма е сменено с „Truth Or Dare“ за изданието му в САЩ. В него личността и личният ѝ живот са проследени и в най-интимни детайли – звездата се оказва изключително амбициозна, изискваща, пряма, секси и високо интелигентна. Показана е и по-нежната ѝ страна – изправя се лице в лице с роднини и посещава гроба на майка си. Приходите от документалния филм са над 20 млн. долара, а в САЩ – над 15 млн.
През 1992 г. Мадона участва във филма „Необикновен отбор“. Играта ѝ в него е приета от критиците като забележително завръщане след „Desperately Seeking Susan“. Певицата написва и изпълнява песента към саундтрака на филма „This Used to Be My Playground“, която застава на първа позиция.

#### Erotica
Еротичната книга „Sex“ (букв. – секс), чиито фотографии са правени от Стивън Майзъл, е издадена на 21 октомври 1992 г. и се продава за 49,95 долара всяка. Насочена към пълнолетните, книгата включва голи фотоси на Мадона заедно с други поп изпълнители или известни личности (като Vanilla Ice например).
Разбунената публика е шокирана и от последвалия албум „Erotica“. Издаден, когато Мадона е на 34 години, записът е продуциран почти изцяло от легендарния Шеп Петибоун. Заради скандалността му, клипът към едноименната песен е показан само три пъти по MTV.
Филмът „Body of Evidence“ се счита за проява на софткор порно – героинята на Мадона убива съпруга си чрез секс. С подобно съдържание е и друг филм с нейно участие – „Dangerous Game“. Мадона споделя, че след като хората видят тези филми, ще се фокусират върху работата ѝ.

#### Bedtime Stories
На 36-годишна възраст Мадона издава албума „Bedtime Stories“ (1994), включващ хитовете „Secret“ – продуциран от Далас Остин, „Take a Bow“, „Bedtime Story“ (написана специално от Бьорк за Мадона) и Human Nature. „Take a Bow“ е написана от Мадона и Бейбифейс, който е и беквокал в нея. Песента счупва рекорд на Мадона, като се задържа на първо място в класацията на Билборд за седем седмици. Албумът е номиниран за Грами същата година, а певицата изпълнява „Take a Bow“ на церемонията по връчването на Американските музикални награди (American Music Awards). С цел да подобри актьорската си работа, Мадона участва в няколко независими филма – като пеещо момиче-телеграма в „Blue in the Face“ и като вещица в „Четири стаи“. В сочения за провал филм „Girl 6“, тя една от шефките на фирми за момичета, предлагащи сексуални услуги по телефона. През 1996 г. Мадона издава най-добрите си балади в албума „Something to Remember“. От албума издава синглите I Want You – кавър на Марвин Гей, продуциран от Мадона и известната британска трип хоп група Massive Attack, и You'll See – продуцирана от Мадона и Дейвид Фостър. You'll See жъне успех в Европа и Латинска Америка (където е пусната испанската версия на песента Veras), a в САЩ достига до 6 място. През 1995 Мадона пише писмо до режисьора Алън Паркър, който е избран да режисира мюзикъла Евита. С писмото, дълго цели четири страници, Мадона убеждава Алън, че е родена за ролята на Ева Перон. Паркър избира Мадона и очевидно не бърка, тъй като Мадона през 1997 г. печели Златен глобус за най-добра актриса. Мадона получава отлични отзиви за изявата си, а филмът се оказва най-успешният ѝ филмов проект.

#### Евита & Ray of Light
Саундтракът към „Евита“ става дванайсетият пореден платинен албум в дискографията на певицата, благодарение на синглите „Don't Cry for Me Argentina“ и „You Must Love Me“. Последният получава Оскар за песен към филм. И докато тази песен има среден успех по радиата и MTV, то ремиксът на „Don't Cry for Me Argentina“ води до успеха на саундтрака.
Мадона започва изучаването на кабала през 1998 г., упражнява и йога. Тя забременява от любовника си Карлос Леон, който е треньор по фитнес и актьор. На 14 октомври 1996 г. тя ражда първото си дете Лурдес Мария Чиконе Леон или накратко – Лола. На 40 години Мадона издава албума „Ray of Light“, който е копродуциран основно от Уилям Орбит и Мадона. Друг продуцент е и Патрик Леонард, който е работил с Мадона по Like A Prayer и True Blue. След „Like a Prayer“, това е албумът, който е най-добре възприет от критиците и слушателите – спечелва и 3 награди Грами. От него са продадени над 17 млн. копия. Сингли са „Ray of Light“, „Frozen“, „The Power of Good-Bye“, „Nothing Really Matters“ и „Drowned World/Substitute for Love“. Шведът Йонас Акерлунд е режисьор на клипа към „Ray of Light“, благодарение на който Мадона печели няколко награди на американското MTV през 1998 г. – включително и приза „Клип на годината“.
След този албум, Мадона записва песен към саундтрака на „Остин Пауърс 2“ – през 1999 г. През 2000 г. Мадона участва във филма „Почти идеално“ с Рупърт Евърет, но филмът се оказва поредният филмов провал за Мадона. За саундтрака към филма Мадона прави кавър на класическото парче на Дон Маклейн „American Pie“, което се превръща в хит. Освен тази песен, тя записва и Time Stood Still. Двете парчета са написани и продуцирани от Мадона и Уилям Орбит, който копродуцира и Ray Of Light.

### 2000-те

#### Music
Вече на 42, Мадона издава албума „Music“ през 2000 г. Албумът е комерсиален и е добре приет. Той е и най-успешният ѝ от 2000 г. насам албум, продал над 13 милиона копия. Чрез него певицата изоставя религиозните и сексуални теми и набляга на купонджийския дух, като смесва денс, поп и хаус музика. „Music“ е съкопродуциран от Уилям Орбит и французина Мируейз Ахмадзай. Синглите от албума са „Music“, „Don't Tell Me“ и „What it Feels Like for a Girl“. „Music“ се превръща в един от най-големите хитове на Мадона и достига до номер 1 в САЩ (първият ѝ сингъл номер 1 след „Take A Bow“ през 1995). „Music“ е хит навсякъде, включително и в Европа. „Don't Tell Me“ също се радва на голям успех и достига до четвърто място в САЩ. „Don't Tell Me“ е написана от Мадона, Мируейз и зетят на Мадона, който е женен за сестра ѝ, Мелани Чиконе – кънтри певеца Джо Хенри. Клипът към „What it Feels Like for a Girl“ е режисиран от Гай Ричи. На 11 август 2000 г. Мадона ражда второто си дете – синът ѝ Роко. Баща на Роко е именно Гай. Мадона и Гай Ричи се женят през 2000 г. на 22 декември в шотландския замък Скибо. Кума на Мадона е Стела Макартни. Сред гостите са Стинг и жена му Труди Стайлър, които запознават Мадона и Гай. Труди продуцира първия филм на Гай – „Две димящи дула“. Другите гости включват близката приятелка на Мадона – актрисата Гуинет Полтроу, собственичката на много барове из цяла Америка – Ингрид Казарес, актьора Рупарт Евърет, актьора Вини Джоунс и много други. Според книгата на брата на Мадона – Кристофър Чиконе, „Моят живот със сестра ми Мадона“, Мадона е доведена до олтара от баща си Силвио Чиконе, а Лурдес Чиконе е нейна шаферка. Мадона е облечена в бяла рокля, а Гай и Роко – в шотландски полички. Снимки от събитието, което е строго забранено за пресата, се появяват в английските таблоиди едва през 2008 г., след раздялата и малко преди развода на Мадона и Гай.
През 2001 г. певицата издава втори подред сборен албум с хитовете си от 1992 г. до 2001 г. „GHV2“ не съдържа нови песни. През юни същата година под режисурата на Ричи, Мадона участва във филма за БМВ „Star“. 2002 г. бележи провалът ѝ в „Отнесени от бурята“, отново режисиран от нейния съпруг.
Първото ѝ турне след 1993 г. е през 2001 г. – „Drowned World Tour“, билетите за който са напълно разпродадени.
Мадона записва „Die Another Day“ – песен към филма за Джеймс Бонд, в който тя има съвсем малка роля – като треньор по фехтовка. Песента има номинация за Златен глобус.

#### American Life
След като „Отнесени от бурята“ бива заклеймен от критиката в САЩ, същата е и съдбата на поредния албум – „American Life“, издаден през 2003 г. Отзивите от албума са вероятно най-лошите в кариерата ѝ. Наречен „студен“ и „бездушен“, албумът е сериозна критика към американския начин на живот, включително склонността на американците да обожествяват звездите си. Много критици я наричат двулична, защото оплюва култа към звездите, на който дължи славата си. Следвайки традицията да скандализира, когато представя нов албум, г-жа Ричи заснема видеоклип към заглавната песен „American Life“, в който хвърля запалка под формата на граната в скута на двойник на американския президент Джордж У. Буш. Клипът обаче е свален от ефир в същия ден, в който излиза – Мадона прави тази крачка в последния момент заради протестите, които съпътстват антивоенните изказвания на Dixie Chicks. Нов клип е монтажиран – Мадона, облечена във военни дрехи, пее пред сменящи се национални знамена. Албумът има сравнително среден успех извън Щатите, като за това спомагат синглите „Hollywood“ и „Love Profusion“. Най-голям успех „American Life“ има във Франция.
Видео музикалните награди на MTV през 2003 г. представят на зрителите поредния скандал – Мадона, облечена като младоженец, се целува с „булките“ Бритни Спиърс и Кристина Агилера.
През 2004 г. Мадона предприема турнето „Re-Invention Tour“, което се състои от 56 различни дати. Турнето е най-печелившето за 2004 г. с приходи, според Билборд, от над 125 млн. долара. След кратка разпра с музикалната компания „Уорнър Брадърс Рекърдс“, Мадона продава своята част от акциите и обявява, че повече няма да има търговски отношения с издателите си. По същото време, според пресата, Мадона приема името Естер (Esther), с което я наричат кабалистите. Това ѝ решение, както и имиджът ѝ, са повлияни от засиленото ѝ увлечение по Кабала.
На 26 декември 2004 г., след като цунами опустошава Шри Ланка, Тайланд, Индонезия и други страни в региона, каналът NBC организира концерт в помощ на жертвите, наречен „Tsunami Aid: A Concert of Hope“ (букв. – подкрепа след цунамито: концерт за надежда). Участие вземат както Мадона, така и Даяна Рос, Maroon 5, Елтън Джон и други. Концертът се излъчва на 15 януари 2005 г. Мадона пее кавър на песента на Джон Ленън „Imagine“.
На 2 юли 2005 г. Мадона взема участие в друг благотворителен концерт – „Live 8“. Песните, които изпълнява, са „Like a Prayer“, „Ray of Light“ и „Music“. Преди представянето им обаче тя излиза на сцената с етиопката Бирхан Уолду, която едва не умира от глад през 80-те години на 20 век. Появата на жената е неочаквана и е възприета от публиката като един от най-незабравимите моменти на британския концерт. Появата на Мадона е съпроводена с ласкави отзиви от критиката и изпълнението ѝ е посочено като един от гвоздеите на концерта, заедно с изпълнението на Роби Уилямс. Мадона впечатлява със страхотно вокално изпълнение и луди танци.

#### Confessions on a Dance Floor
На 16 август, по време на езда, Мадона си счупва 5 ребра и едната ръка – отведена е в болница, като е изписана оттам по-късно същия ден.
На 6 септември целият репертоар на Мадона може да бъде свален чрез iTunes, което тя коментира: „Става въпрос за процентите от приходите – колко получават те и колко получаваме ние. Някога беше глупава сделка. Спокойно можем да кажем, че днес е по-добре“. 
На 3 ноември Мадона открива поредните европейски музикални награди на MTV с „Hung Up“. Песента е представена на живо за първи път. Следват изяви в Манхайм, Германия, както и в Париж, Лондон и Ню Йорк.
На 47-годишна възраст Мадона издава албума „Confessions on a Dance Floor“. Първият сингъл към него – „Hung Up“ застава на първа позиция в над 25 страни. Една от тях е и България, макар че песента е само радио сингъл. Албумът е продуциран от самата Мадона заедно със Стюарт Прайс, Мируейз Ахмадзай и шведите Bloodshy&Avant. Албумът е посрещнат възторжено от критиката и от публиката и се превръща в огромен успех – продадени са над 9 милиона копия от него по света. Вторият сингъл „Sorry“ става номер 1 в редица страни, сред които Великобритания и България. „Sorry“ измества „Hung Up“ от върха на световната класация в началото на 2006 г.
Документалният филм, наречен „I'm Going to Tell You a Secret“ и заснет по време на „Re-Invention Tour“, разкрива Мадона зад сцената. Първото му излъчване е на 21 октомври 2005 г. по MTV.
На 21 май 2006 г. с изпълнение в Лос Анджелис стартира новото турне на Мадона – „Confessions Tour“. Планирани са концерти в продължение на два месеца в големите градове в САЩ, а след това в осем европейски държави и Япония, голяма част от които разпродадена за рекордно време, броени часове след пускането на билетите. Освен песните от Confessions on a Dance Floor, Мадона изпълнява и нейни по-стари песни от 80-те и 90-те години, някои от които са представени в нов аранжимент – „Erotica“. Шоуто е подчинено да диско-имиджа от последния ѝ албум. Пресата го определя като поредният скандал на певицата поради острите нападки срещу Джордж Буш (когото сравнява с Хитлер) и препратките към Християнството – Мадона пее разпъната на кръст. Турнето става най-успешното (от гледна точка на приходи) турне на певица някога.

#### Hard Candy
Hard Candy е единадесетият студиен албум на американската певица Мадона, издаден на 28 април 2008 г. от Warner Bros. Records. Това е последният ѝ студиен албум, издаден от Warner Bros. Records. Уорнър ще издадат третата компилация с най-добрите песни на Мадона на 29 септември 2009 г., с което се изчерпват задълженията на Мадона към тази звукозаписна компания. Албумът ще се нарича Celebration, ще има 36 парчета, от които 2 нови – първият сингъл Celebration (продуциран от Мадона и Пол Оукендфолд) и Revolver.
„Hard Candy“ има реализирани световни продажби от около 4,5 милиона копия. Заради албума, Мадона е удостоена с наградата за най-добре продавания американски изпълнител през 2008 г. на Световните награди в Монако, задминавайки основната си конкурентка Марая Кери в световен мащаб с над 2 милиона копия. За този албум Мадона работи съвместно с Джъстин Тимбърлейк, Тимбаленд и Фарел Уилямс, които допринасят за ритъм енд блус/хип-хоп звученето на „Hard Candy“. Все пак албумът трябва да се определи като поп-денс албум, което отново показва, че Мадона е в основата на създаването на албума (тя е съавтор на музиката на всички парчета и пише всички текстове). Първият сингъл „4 minutes“ става номер 3 в САЩ, което я прави най-успешната ѝ песен от 2000 година насам, когато „Music“ застава начело на американската класация. В световен мащаб песента става номер 1 във Великобритания, България, Европа, света (световната класация) и почти навсякъде другаде. Вторият сингъл „Give It To Me“ (копродуциран от Мадона и Фарел Уилямс) не постига същия успех, макар че е номер 1 в световната класация, България и редица други държави. Третият и последен сингъл e „Miles Away“ – балада, копродуцирана от Мадона, Тимбърлейк и Тимбърланд, за която Мадона дори не заснема видеоклип и не я промотира. Песента става сравнително успешна в Европа (например в Нидерландия, Испания достига номер 1). Като цяло повечето ѝ фенове са на мнение, че е следвало да пусне като сингли много по-силните „The Beat Goes On“ и „The Devil Wouldn't Even Recognize You“. Албумът е съпътстван от световно турне Sticky & Sweet Tour, което започва на 23 август 2008 г. и е първото с новата ѝ продуцентска компания Live Nation. То става най-успешното турне в музикалната история на солов артист с 280 милиона долара приходи за 2008 г. На 30 януари 2009 г. е обявено удължаване на турнето с първа дата на 4 юли 2009 г. в Лондон и последна на 2 септември в Израел. Общите приходи за 2008 и 2009 са 408 милиона долара.

#### Мадона в България
На 29 август 2009 г. Мадона пее за първи път в България на националния стадион „Васил Левски“ в София. Концертът постига огромен търговски успех, най-мащабното публично изпълнение в България с около 60-хилядна публика.
На 25 август 2009 г. Светия синод на Българската православна църква призовава българите да бойкотират концерта на Мадона в София, тъй като 29 август е религиозен празник, на който миряните следва да постят. Освен това според Църквата, Мадона развращава младото поколение. На 6 септември пловдивският митрополит Николай по време на своята литургия по случай Съединението на България обявява, че трагедията в Охрид, при която загиват 15 българи, е може би Божие наказание заради концерта на Мадона, задавайки въпроса: „Дали нашето неразумие, което води до грехове, не е първопричината за Божия гняв?“. Тази литургия предизвиква скандал, редица дискусии и критики към Българската православна цъкрква и държанието ѝ по редица въпроси, определяно от доста хора като неадекватно.
Снимки от концерта

### 2010-те и MDNA
През 2010 г. Мадона и дъщеря ѝ Лурдес представят модната си линия Material Girl. През същата година (ноември 2010 г.) Мадона открива и първия фитнес център от веригата си Hard Candy Fitness в Мексико Сити.
През 2010 и 2011 г. Мадона режисира втория си филм „W.E.“, който представя на фестивала във Венеция през 2011 г. Филмът получава противоречиви отзиви от критиците. В саундтрака към филма е включена песента „Masterpiece“, написана и изпълнена от Мадона, за която тя получава Златен глобус за най-добра песен през 2012 г.
През февруари 2012 г. Мадона пее на полувремето на Super Bowl XLVI. Това е най-гледаното телевизионно предаване в историята на САЩ до 2014 г. – 114 млн. зрители, когато Super Bowl XLVIII с участието на Бруно Марс събира 115,3 млн. зрители.
През 2012 г. Мадона издава албума MDNA, продуциран от Мадона, Уилям Орбит, Мартин Солвейг, The Demolition Crew, Бени и Але Бенаси, Индиго и Майкъл Малих, който застава на номер едно в САЩ и Великобритания, както и в редица други държави. Албумът е 12-ият най-продаван албум през годината макар че нито първият сингъл Gimme All Your Loving (сингълът достига номер 10 в класацията на Билборд в САЩ, както и номер 1 в някои държави в Европа), нито вторият – Girl Gone Wild или третият – Turn Up The Radio стават хитове.
През май 2012 г. Мадона започва турнето си MDNA Tour, което е второто най-успешно турне на певица в историята (и най-успешното турне за 2012). Първото е турнето на Мадона Sticky And Sweet Tour от 2008 – 2009.
През 2013 г. Мадона е обявена за звездата, спечелила най-много пари от юни 2012 г. до юни 2013 г.: 125 милиона долара. За турнето и албума си Мадона печели 3 награди Билборд (най-успешно турне, най-успешен денс изпълнител и най-успешен денс албум).
В сътрудничество със Стивън Клайн, Мадона завършва 17-минутния филм secretprojectrevolution. Чрез компанията BitTorrent Мадона издава безплатно филма на 24 септември 2013 г., заедно с интервю за „VICE“ и съобщение от Мадона.
През 2014 на 56-ите награди Грами Мадона изпълнява хит сингъла си „Open Your Heart“ от 1986 г. заедно с рапърите Macklemore & Ryan Lewis и певицата Mary Lambert, които изпълняват техния сингъл „Same Love“. На фона на смесицата от двете парчета 33 двойки сключват брак, като церемонията се води от певицата Куин Латифа. Няколко дни по-късно, Мадона се присъединява към Майли Сайръс за нейния MTV Unplugged, на който изпълнява заедно с Сайръс микс от сингъла си „Don't Tell Me“ и сингъла на Сайръс „We Can't Stop“.
Rebel Heart
През 2014 г. Мадона започва записите за новия си албум, който се очаква да излезе до края на 2014 г. Мадона съобщава, чрез Instagram, че работи с Авичи, Наталия Килс, Дипло и др. Тринадесетият студиен албум на Мадона, Rebel Heart, излезе през март 2015 г., три месеца след като тринадесетте му демонстрации изтекоха в интернет. За разлика от предишните си усилия, в които участваха само няколко души, Мадона работи с голям брой сътрудници, включително Avicii, Diplo и Kanye West. Интроспекцията беше посочена като една от основополагащите теми, разпространени в записа, заедно с „истински изявления за лично и кариеристично размисъл“. Мадона обясни на Джон Парелес от The New York Times че макар никога да не е поглеждала назад към миналите си начинания, напомняйки си за това, се чувстваше подходящо за албума Rebel Heart (Бунтовническото сърце). Музикалните критици реагираха положително към албума, като го наричат най-добрите нейни усилия от десетилетие. Rebel Heart стана първият албум на Мадона, който не достига топ позицията на Billboard 200 след Ray of Light, но достигна номер едно на други големи музикални пазари, включително Австралия, Канада, Германия и Италия.
Мадона, която се представя по време на турнето на Rebel Heart, 2015
От септември 2015 г. до март 2016 г. Мадона се впуска в турнето на Rebel Heart, за да промотира албума. Турнето обикаля цяла Северна Америка, Европа и Азия и е първото посещение на Мадона в Австралия от 23 години, където тя също провежда еднократно шоу за своите фенове. „Rebel Heart“ събира общо 169,8 милиона долара от 82 шоута, с над 1,045 милиона продажби на билети. Докато е на турне, Мадона се е сгодила в законна битка с Ричи за попечителството над сина им Роко. Спорът започва, когато Роко реши да продължи да живее в Англия заедно с Ричи, когато турнето го посети, докато Мадона иска той да пътува с нея. Съдебните заседания се провеждат както в Ню Йорк, така и в Лондон. След множество обсъждания, Мадона оттегля молбата си за попечителство и решава да разреши въпроса извън съда.
През октомври 2016 г. Билборд нарече Мадона своята жена на годината. Нейната „тъпа и брутално честна“ реч за възрастта и сексизма на церемонията получи широко отразяване в медиите. На следващия месец Мадона, която активно подкрепяше Хилари Клинтън по време на президентските избори през 2016 г., изнесе импровизиран акустичен концерт в парк „Вашингтон Скуеър“ в подкрепа на кампанията на Клинтън. Разстроена, че Доналд Тръмп спечели изборите, Мадона се изказа срещу него по време на Марша на жените във Вашингтон, ден след встъпването му в длъжност. Тя предизвиква спор, когато казва, че „много е мислила за взривяването на Белия дом“. На следващия ден Мадона твърди, че „не е насилваща личност“ и че думите ѝ са „извадени диво извън контекста“.
През февруари 2017 г. Мадона осиновява четиригодишни сестри близнаци от Малави на име Естере и Стела, и през лятото на 2017 г. се премества да живее в Лисабон, Португалия с осиновените деца. През юли тя открива Института за детска хирургия и интензивно лечение „Мърси Джеймс“ в Малави – детска болница, построена от благотворителната ѝ организация в Малави. На живо албума хроника Rebel Heart Tour е издаден през септември 2017 г., и спечели Най-добър клип за западни художници на 32-рия награда Япония Gold Disc. През този месец Мадона пуска MDNA Skin в избрани магазини в Съединените щати, след като „се умориха да чуят хората да се оплакват тук, че не могат да я получат в Америка“. Няколко месеца по-рано аукционната къща Gotta Have Rock and Roll е пуснала лични предмети на Мадона като любовни писма от Тупак Шакур, касети, бельо и четка за коса за продажба. Дарлене Лутц, търговец на изкуство, който е инициирал търга, е съден от представителите на Мадона да спре производството. Мадона пояснява, че нейният статут на знаменитост „не лишава правото ми да поддържам личния си живот, включително по отношение на изключително лични вещи“.

### Албумът Madame X (2019)
Мадона по време на интервю за MTV през април 2019 г.
През януари 2018 г. Мадона разкрива, че е започнала работа по своя 14-и студиен албум. По-късно тя изясни, че албумът ще бъде изпълнен с португалска музика на фадо, като издаването му е насрочено през 2019 г. Четири месеца по-късно тя се появява на Met Gala и изпълнява нова песен, наречена Dark Ballet. На наградите за музикална музика MTV Мадона отдаде почит на певицата Арета Франклин, която почина предишната седмица. Нейните други проекти включват насочване на филма MGM, Като Flight, на базата на балерина Михаела DePrince „мемоари и, както и адаптиране на Андрю Шон Гриър“ романа, невъзможното Животът на Грета Уелс, в един филм.
На 14 април 2019 г. Мадона разкрива, че Madame X ще бъде заглавието на предстоящия ѝ четиринадесети студиен албум. Първият сингъл, колаборация с колумбийския регетон певец Малума, наречена Medellín, е публикуван на 17 април. Мадона също участва в парчето Soltera в албума на Maлума 11:11. Тя също обяви турнето на Madame X, фокусирано върху малките места в Ню Йорк, Чикаго и Лос Анджелис. През май Мадона е интервалният акт на конкурса за песен на Евровизия 2019; тя изпълни „Like A Prayer“ и пее с рапъра Quavo песента им Future. Албумът Madame X излезе на 14 юни и дебютира номер едно в класацията Billboard 200.

### Евровизия (2019) и турнето Madame X (2019 – 2020)
Mадона пее на конкурса за песен на Евровизия 2019, изпълнявайки „Like a Prayer“, а след това „Future“ с рапъра Куаво. Нейното турне Madame X е изцяло театрално  в избрани градове в Северна Америка и Европа и започва на 17 септември 2019 г. В допълнение към много по-малките зали в сравнение с предишните си турнета, тя въвежда политика без телефони, за да увеличи максимално интимността на концерта. Според Pollstar турнето е спечелило 51,4 милиона долара от продажба на билети.
През декември Мадона започва да се среща с Ахламалик Уилямс, танцьор, който участва в турнето Rebel Heart през 2015 г. Турнето Madame X обаче е с отменени дати, поради повтарящата се травма на коляното на Мадона и приключва внезапно на 8 март 2020 г., три дни преди планираната крайна дата, след като френското правителство забранява събирания на повече от 1000 души поради COVID-19 пандемията. По-късно Мадона посочва, че е дала положителен тест за коронавирус. През април 2020 г. Мадона обявява, че е дарила средства за COVID-19 Therapeutics Accelerator, ръководен от Bill & Melinda Gates Foundation, Wellcome Trust и Mastercard и дарява допълнителен $1 милион на Bill & Melinda Gates Foundation за подпомагане на финансирането на изследвания и създаване на нова ваксина.
Мадона и Миси Елиът са гост вокалисти в  сингъла на Дуа Липа „Levitating“ от ремикс албума на Липа от 2020 г. Club Future Nostalgia. 
Мадона по време на пандемията започва работа по биографичен филм за живота си, който възнамерява да режисира. Ерин Кресида Уилсън и Диабло Коди работят по сценария на различни етапи, а Джулия Гарнър е избрана за ролята на Мадона, преди проектът да бъде отложен. Мадона представя Madame X, документален филм за едноименното турне, по Paramount+ през октомври 2021 г. 
На 63-ия си рожден ден Мадона официално обявява завръщането си в Warner в глобално партньорство, което предоставя на лейбъла целия й музикален каталог със записи, включително последните три албума, издадени от Interscope. Съгласно договора Мадона се очаква да стартира поредица от преиздавания на албумите си, започвайки през 2022 г., за да отбележи 40-ата годишнина от началото на нейната звукозаписна кариера.

### Finally Enough Love: 50 Number Ones (2022)
Албумът с ремикси, озаглавен Finally Enough Love: 50 Number Ones, е издаден на 19 август, като съкратеното издание от 16 песни е достъпно за стрийминг от 24 юни. Албумът включва нейните 50 песни, който достигат номер едно в класацията Dance Club Songs на Billboard. Албумът с ремикси е доказателството „колко значима винаги е била денс музиката“ за кариерата на Мадона и става нейният 23-ти албум в топ десет на Billboard 200. 
През септември 2022 г. Мадона издава „Hung Up on Tokischa“, ремикс на „Hung Up“, с участието на регетон изпълнителката Tokischa. 
На 29 декември 2022 г. Мадона издава демо версията на „Back That Up to the Beat“ за всички дигитални издания. Песента е записана през 2015 г., като алтернативна версия е включена в луксозната 2-CD версия на нейния албум Madame X от 2019 г. 

### Celebration Tour (2023 – 2024)
През януари 2023 г. Мадона обявява Celebration Tour, първото нейно концертно турне с най-големите й хитове, което се очаква да продължи от юли 2023 г. до януари 2024 г. със специален гост Bob the Drag Queen. 
През март става ясно, че Мадона ще участва в три песни от албума на Christine and the Queens Paranoïa, Angels, True Love. 
На 2 юни 2023 г. Мадона издава съвмесния си сингъл с The Weeknd и Playboi Carti, наречен „Popular“, който е част от саундтрака към сериала The Idol с участието на The Weeknd.
На 24 юни 2023 г. Мадона е хоспитализирана, след като е намерена в безсъзнание в апартамента си в Ню Йорк. Впоследствие тя е лекувана в интензивното отделение и е интубирана. Мадона прекарва пет дни в болницата, заради "сериозна бактериална инфекция". В резултат на това първата северноамериканска обиколка от нейното турне е отложена.
През декември 2023 г. Мадона заявява, че е била в медикаментозна кома в продължение на 48 часа по време на хоспитализацията си.
На 12 септември 2023 г. рекламата, с участието на Мадона за Pepsi, заснета през 1989 г., е излъчена по време на рекламите на Видео музикалните награди на MTV през 2023 г. Рекламата е забранена през 1989 г., заради видеоклипът на Мадона за хита й „Like A Prayer“. Във видеото Мадона целува черен светец и пее пред горящи кръстове. В изявление Мадона казва: „преди 34 години направих реклама за Pepsi, за да отпразнувам пускането на моята песен, рекламата беше незабавно спряна, след като отказах да променя сцени във видеоклипа".
The Celebration Tour започва на 14 октомври 2023 г. в O2 Arena в Лондон. Турнето е обсипано с положителни отзиви от критиците и е комерсиален успех за Мадона с печалба от над 220 милиона долара за 80 дати. Турнето завършва с безплатен концерт на плажа Копакабана в Рио де Жанейро. Концертът е посетен от 1,6 милиона души, което го прави най-големият самостоятелен концерт на всички времена. Концертът носи огромни приходи за града, излъчван е и по бразилската телевизия.

## Дискография

### Студийни албуми
- 1983 – Madonna
- 1984 – Like а Virgin
- 1986 – True Blue
- 1989 – Like а Prayer
- 1992 – Erotica
- 1994 – Bedtime Stories
- 1998 – Ray of Light
- 2000 – Music
- 2003 – American Life
- 2005 – Confessions on a Dance Floor
- 2008 – Hard Candy
- 2012 – MDNA
- 2015 – Rebel Heart
- 2019 – Madame X

### Саундтракове
- 1987 – Who's That Girl
- 1990 – I'm Breathless
- 1996 – Evita

## Турнета
- Virgin Tour (1985)
- Who's That Girl World Tour (1987)
- Blond Ambition World Tour (1990)
- The Girlie Show Tour (1993)
- Drowned World Tour (2001)
- Re-Invention World Tour (2004)
- Confessions Tour (2006)
- Sticky & Sweet Tour (2008 – 2009)
- MDNA Tour (2012)
- Rebel Heart Tour (2015 – 2016)
- Madame X Tour (2019 – 2020)
- Celebration Tour (2023 – 2024)

## Продукти

### Аромати
- 2012 – Truth or Dare
- 2012 – Truth or Dare by Madonna Naked